# Hohenzollern-Sigmaringen
Hohenzollern-Sigmaringen fou un comtat alemany pertanyent al Sacre Imperi Romanogermànic. El comtat fou fruit de la divisió del comtat de Hohenzollern entre els hereus de l'últim comte de Hohenzollen, Carles I. Posteriorment el comtat fou elevat a la categoria de Principat l'any 1623.

## Història
El primer comte de Hohenzollern-Sigmaringen fou Carles II (1576-1606), fill de Carles I.
El successor de Carles II, el Comte Joan (1606-1638), es mantingué fidel al catolicisme durant la guerra dels trenta anys. El comtat compartia frontera amb els ducs de Württemberg, protestants, fet que donà lloc a conflictes. Per tal de fer front als rivals Joan Hohenzollern-Sigmaringen s'alià amb la catòlica Baviera.
Mitjançant aquesta aliança Joan fou elevat a la dignitat de Príncep Imperial el 1623, d'aquesta manera el comtat esdevinguí un principat. Joan amplià els seus territoris, el 1630 s'apoderà del principat de Hohenzollern-Haigerloch (principat fruit de la repartició de les terres del seu avi Carles I).

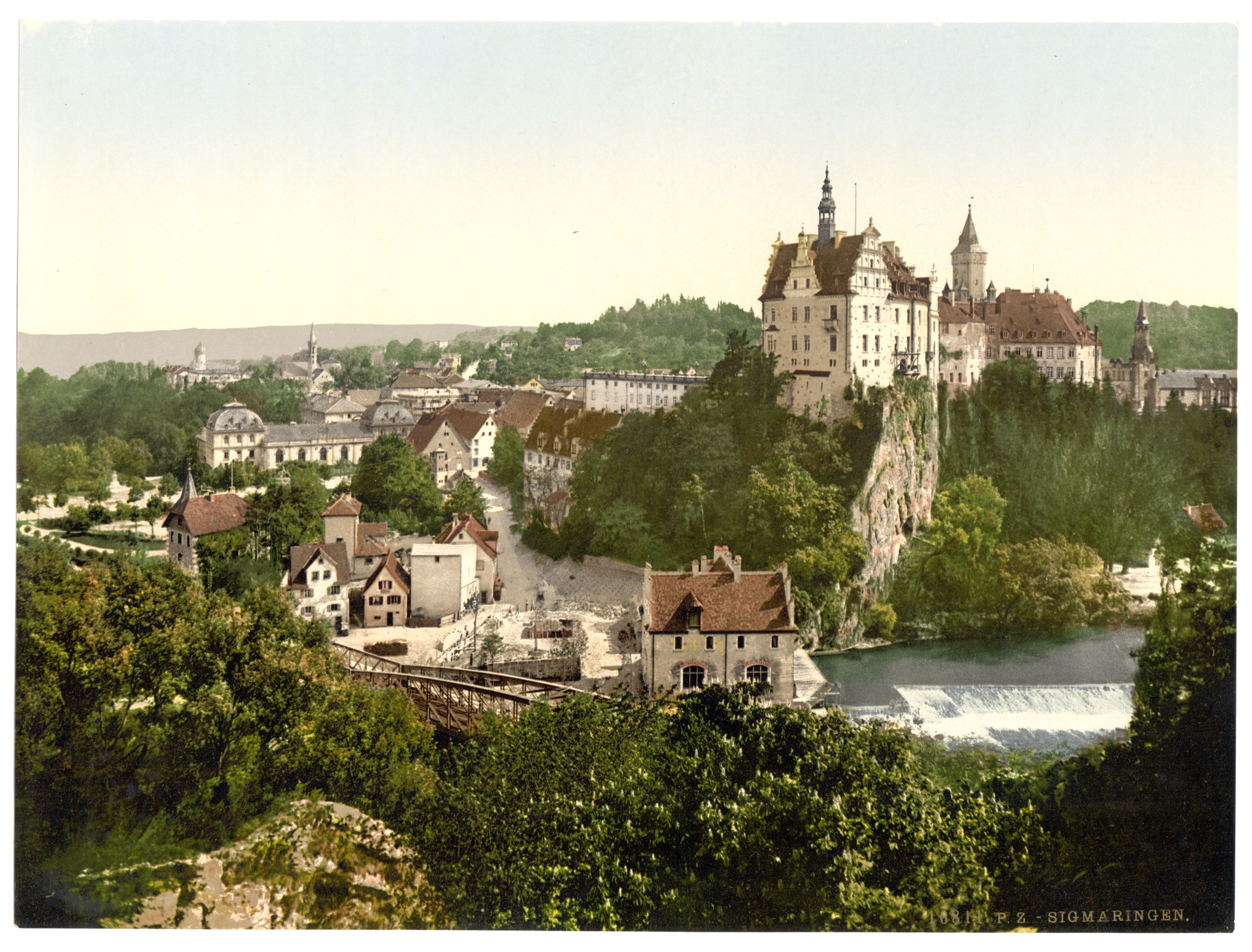
Vista del castell de Sigmaringen.

El 1632 el castell de Sigmaringen fou arrasat pels suecs, fet que obliga a Joan a refugiar-se a Baviera on morí, El seu successor, el príncep Meinhard I (1638-1681) veié el final de la guerra. Després de la mort de Meinhard es restablí el principat de Hohenzollern-Haigerloch que passa a mans del segon fill d'aquest. Aquest principat de Hohenzollern-Haigerloch no es reintegraria a Hohenzollern-Sigmaringen fins al 1767.
El principat es va convertir en un estat independent el 1815 després de les guerres napoleòniques. La revolució liberal de 1848 obliga al príncep Carles a abdicar en favor del seu fill Carles Antoni, d'ideologia liberal: El nou príncep, imbuït de l'ideari liberal i pangermanista, entrega la sobirania del principat a Prússia, on regnava un branca menor de la família Hohenzollern. Hohenzollern-Sigmaringen, junt amb Hohenzollern-Hechingen s'integraren el 1849 com la província de Hohenzollern en l'estat prussià.
El príncep Carles Antoni esdevindria ministre-president de Prússia entre 1858 i 1862, mentre que el seu fill Carles seria triat (amb el suport prussià) príncep i posteriorment rei de Romania.

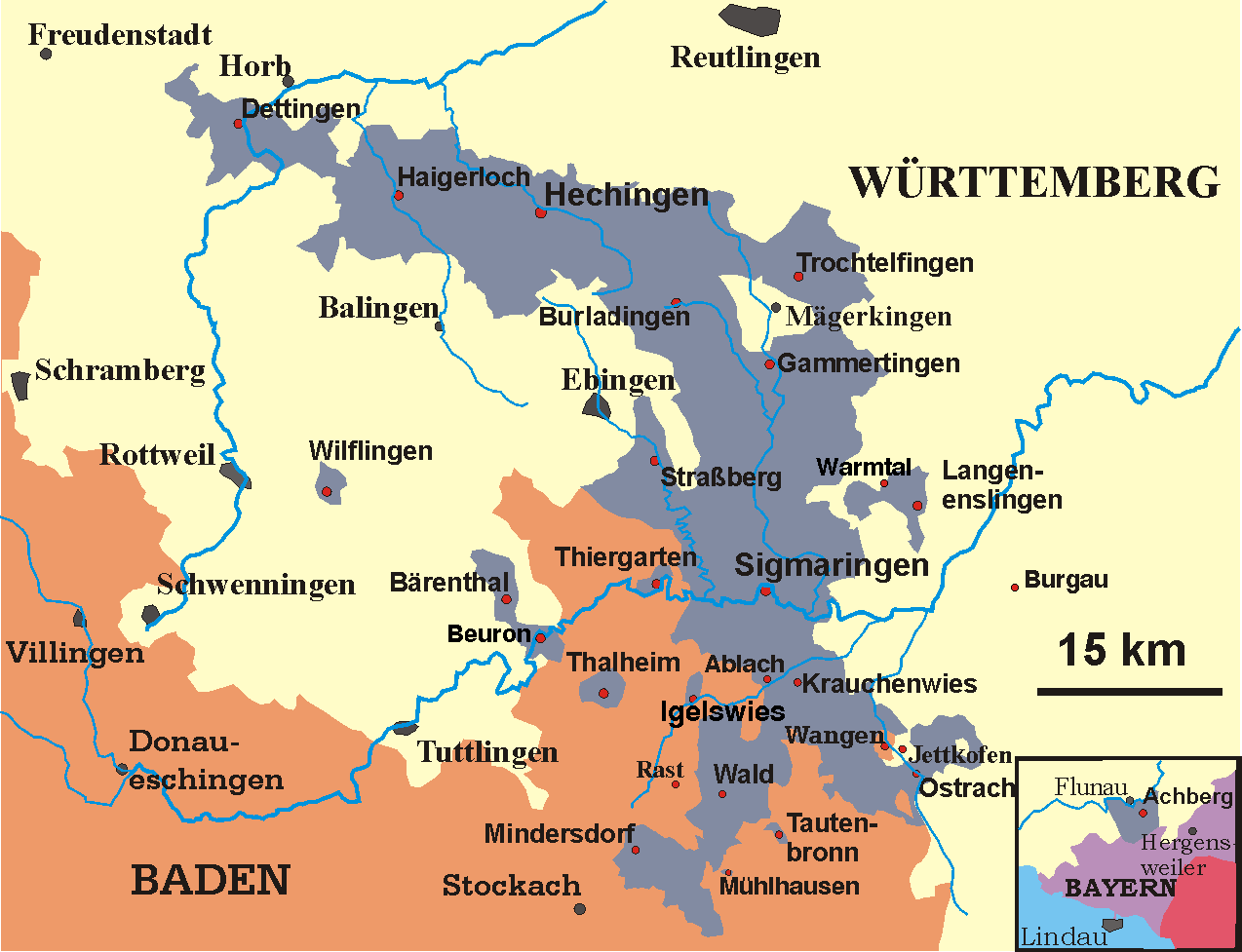
Regió de Hohenzollern.

## Titulars del Comtat i Principat

### Comtes de Hohenzollern-Sigmaringen
- 1576-1606 Carles II
- 1606-1623 Joan

### Prínceps de Hohenzollern-Sigmaringen
- 1623-1638 Joan
- 1638-1681 Meinhard I
- 1681-1689 Maximilià
- 1689-1715 Meinhard II
- 1715-1769 Josep Francesc Ernest
- 1769-1785 Carles Frederic
- 1785-1831 Antoni Aloisi
- 1831-1848 Carles
- 1848-1849 Carles Antoni